# ATP Challenger Bangkok
Das ATP Challenger Bangkok (offizieller Name: Bangkok I Open, vormals Job Topgun Bangkok Open, vormals KPN Academy-Usierra Bangkok Open und Chang-Sat Bangkok Open) war ein zwischen 2009 und 2020 jährlich stattfindendes Tennisturnier in Bangkok, Thailand. Es war Teil der ATP Challenger Tour und wurde im Freien auf Hartplatz ausgetragen.

## Liste der Sieger

### Einzel
| Jahr | Sieger              | Finalgegner           | Ergebnis        |
| ---- | ------------------- | --------------------- | --------------- |
| 2020 | Attila Balázs       | Aslan Karazew         | 7:65, 0:6, 7:66 |
| 2019 | Henri Laaksonen     | Dudi Sela             | 6:2, 6:4        |
| 2018 | Marcel Granollers   | Mats Moraing          | 4:6, 6:3, 7:5   |
| 2017 | Janko Tipsarević    | Blaž Kavčič           | 6:3, 7:61       |
| 2016 | Michail Juschny     | Gō Soeda              | 6:3, 6:4        |
| 2015 | Yūichi Sugita       | Marco Trungelliti     | 6:4, 6:2        |
| 2014 | Chung Hyeon         | Jordan Thompson       | 7:60, 6:4       |
| 2013 | Blaž Kavčič         | Jeong Suk-young       | 6:3, 6:1        |
| 2012 | Dudi Sela           | Yūichi Sugita         | 6:1, 7:5        |
| 2011 | Cedrik-Marcel Stebe | Amir Weintraub        | 7:5, 6:1        |
| 2010 | Grigor Dimitrow     | Konstantin Krawtschuk | 6:1, 6:4        |
| 2009 | Florian Mayer       | Danai Udomchoke       | 7:5, 6:2        |

### Doppel
| Jahr | Sieger                                    | Finalgegner                            | Ergebnis          |
| ---- | ----------------------------------------- | -------------------------------------- | ----------------- |
| 2020 | Andrei Golubew Alexander Nedowessow       | Sanchai Ratiwatana Christopher Rungkat | 3:6, 7:61, [10:5] |
| 2019 | Gong Maoxin (2) Zhang Ze                  | Hsieh Cheng-peng Christopher Rungkat   | 6:4, 6:4          |
| 2018 | Gerard Granollers Marcel Granollers       | Zdeněk Kolář Gonçalo Oliveira          | 6:3, 7:63         |
| 2017 | Grégoire Barrère Jonathan Eysseric        | Yūichi Sugita Wu Di                    | 6:3, 6:2          |
| 2016 | Johan Brunström Andreas Siljeström        | Gero Kretschmer Alexander Satschko     | 6:3, 6:4          |
| 2015 | Bai Yan Riccardo Ghedin (2)               | Chen Ti Li Zhe                         | 6:2, 7:5          |
| 2014 | Pruchya Isaro Nuttanon Kadchapanan        | Chen Ti Peng Hsien-yin                 | 6:4, 6:4          |
| 2013 | Chen Ti Huang Liang-chi                   | Jeong Suk-young Nam Ji-sung            | 6:3, 6:2          |
| 2012 | Divij Sharan Vishnu Vardhan               | Lee Hsin-han Peng Hsien-yin            | 6:3, 6:4          |
| 2011 | Pierre-Ludovic Duclos Riccardo Ghedin (1) | Nicholas Monroe Ludovic Walter         | 6:4, 6:4          |
| 2010 | Gong Maoxin (1) Li Zhe                    | Yuki Bhambri Ryler DeHeart             | 6:3, 6:4          |
| 2009 | Joshua Goodall Joseph Sirianni            | Michail Jelgin Alexander Kudrjawzew    | 6:3, 6:1          |